# Jeunes Filles en bateau
Pour plus de détails, voir Fiche technique et Distribution.
Jeunes Filles en bateau (Acht Mädels im Boot) est un film musical allemand réalisé par Erich Waschneck et sorti en 1932. Le film a connu un remake américain en 1934 réalisé par Richard Wallace : Eight Girls in a Boat ; le film est de nouveau adapté en 1958 par Willy van Hemert avec Jenny.

## Fiche technique
- Titre original : Acht Mädels im Boot
- Titre français : Jeunes Filles en bateau ou Huit Jeunes Filles en bateau
- Réalisation : Erich Waschneck
- Scénario et dialogues : Helmut Brandis, Franz Winterstein
- Photographie : Friedl Behn-Grund
- Musique : Arthur Rebner
- Production : Erich Waschneck, Hermann Grund
- Société de production : Fanal-Filmproduktion GmbH]
- Pays d'origine :  République de Weimar
- Société de distribution : Terra-Filmverleih
- Date de sortie : 
  - République de Weimar : 21 septembre 1932
  - États-Unis : 1935
- Format : Noir et blanc - 35 mm - 1,37:1 - son mono
- Genre : musical
- Durée : 81 minutes

## Distribution
- Karin Hardt : Christa
- Theodor Loos : Baumeister Engelhardt
- Helmuth Kionka : Hans Hellbach
- Heinz Goedecke : Fritz Lange
- Ali Ghito : Hanna
- Martha Ziegler : Frau Krüger
- Austin Egen : une chanteuse (non créditée)